# Friedrich Mohs

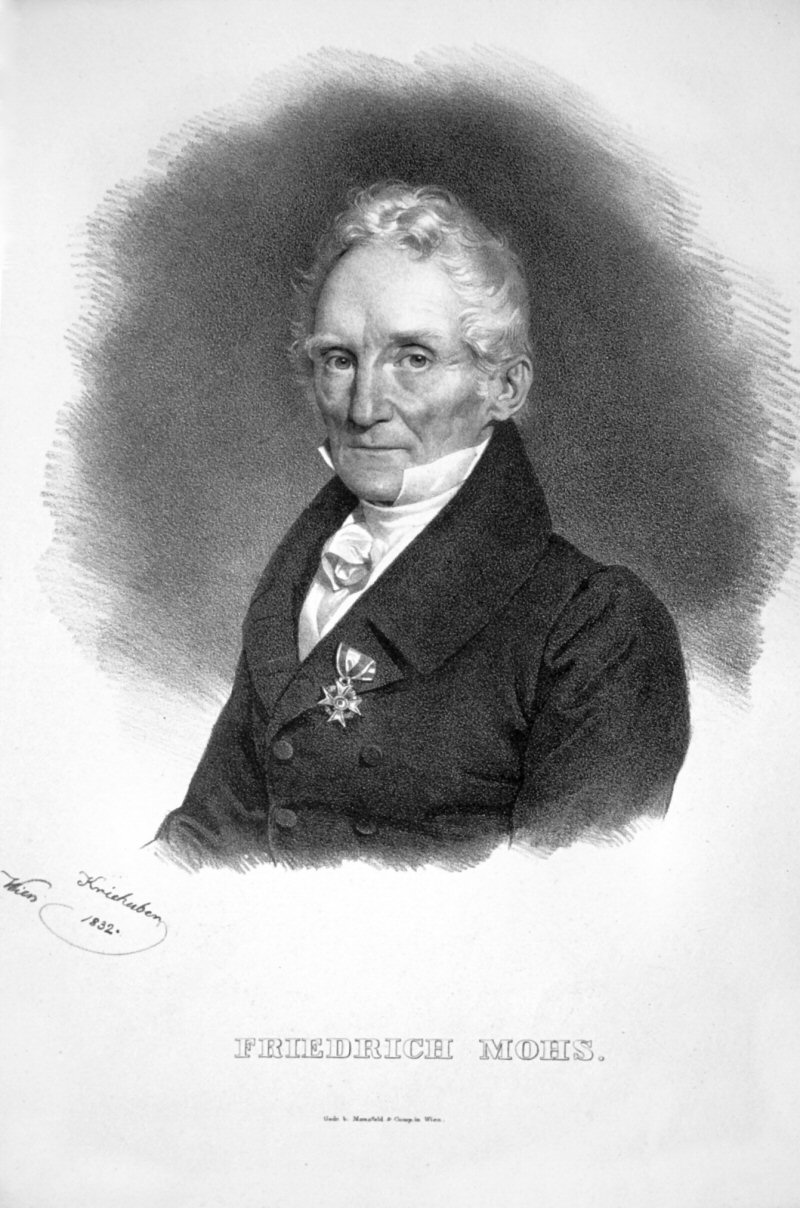
Friedrich Mohs

Friedrich Mohs (Gernrode, 29 januari 1773 — Agordo, 29 december 1839) was een Duitse mineraloog.
Mohs studeerde wiskunde, natuurkunde en scheikunde in Halle (Saale). Aan de mijnbouwakademie in Freiberg rondde hij met een studie mechanica zijn opleiding af. Een van zijn leraren in Freiberg was de mineraloog en geoloog Abraham Gottlob Werner. In 1812 werd Mohs benoemd tot hoogleraar mineralogie in Graz. 
Hij karakteriseerde mineralen aan de hand van hun fysische eigenschappen (kristalvorm, hardheid, dichtheid). Tot dan toe werden mineralen voornamelijk gekarakteriseerd door hun chemische samenstelling. Friedrich Mohs is met name bekend vanwege de naar hem benoemde hardheidsschaal voor stoffen die hij in 1812 bedacht. 
Mohs stierf tijdens een bezoek aan Italië in Agordo nabij Belluno. Hij werd in Wenen herbegraven.
- Bibliothèque nationale de France: cb12119456q (data)
- Gemeinsame Normdatei: 11907835X
- International Standard Name Identifier: 0000 0001 0905 445X
- Library of Congress Control Number: n88271041
- Mathematics Genealogy Project: 158042
- Nationale Bibliotheek van Tsjechië: mzk2005299214
- Nationale en Universitaire bibliotheek Zagreb: 000010703
- Nederlandse Thesaurus van Auteursnamen: 217657508
- Réseau des bibliothèques de Suisse occidentale: 02-A003601477
- Istituto Centrale per il Catalogo Unico: RMSV020849
- Système universitaire de documentation: 031887260
- Virtual International Authority File: 59115850
- WorldCat: E39PCjDHfwMBXYtRbt4rB8v3ry